# Paula Türk
Paula Türk (* 2. Oktober 1881 in Ortelsburg; † nach 1922) war eine deutsche Chemikerin und Politikerin (SPD).

## Leben
Die zur Dr. phil. promovierte Chemikerin Paula Türk war Leiterin einer Chemieschule für Damen in Berlin. Ab 1921 war sie als Privatlehrerin tätig.
Türk schloss sich den Sozialdemokraten an und war von 1920 bis 1921 Mitglied der Verfassunggebenden Preußischen Landesversammlung. Sie wurde 1921 als Abgeordnete in den Preußischen Landtag gewählt, schied aber 1922, nachdem sie bei der Nachwahl in Oberschlesien nicht bestätigt wurde, aus dem Parlament aus.